# Kosmos 398

O LK lander.

A missão Kosmos 398, em em russo Космос 398 (Cosmos 398), foi uma missão de teste do veículo lunar LK lander, destinado ao programa lunar tripulado soviético, lançada em 26 de Fevereiro de 1971, por intermédio de um foguete Soyuz-L. 
Esta missão usava uma versão mais nova do veículo lunar, a T2K, e cumpriu a mesma programação de testes da missão anterior, a Kosmos 379, iniciando com uma órbita terrestre baixa, entre 196 e 276 km de altitude, efetuou uma série de manobras com seus próprios motores, simulando o pouso e a partida da Lua, chegando a atingir a velocidade de 1,5 km/s e órbitas de 1.210 por 14.035 km de altitude.
Essas manobras foram seguidas por uma série de pequenos ajustes, simulando a aproximação e acoplamento com a Soyuz 7K-L3. Os teste foram executados com sucesso, e o LK lander usado nessa missão, só reentrou na atmosfera em 10 de Dezembro de 1995. 